# Cypra membranacea
Cypra membranacea là một loài bướm đêm trong họ Geometridae.